# Syrrhopodon steyermarkii
Syrrhopodon steyermarkii là một loài rêu trong họ Calymperaceae. Loài này được H. Rob. mô tả khoa học đầu tiên năm 1972.